# 趙世曾
趙世曾（英語：Cecil Chao Sze-Tsung，1936年9月29日—）， 生于上海， 香港豪门趙從衍家族後人， 轮船之王赵从衍夫妇三子，香港房地产及建筑设计上市公司卓能集團创始人及现任主席。

## 生平
赵世曾祖籍江蘇省武進人，在1955年畢業於香港培正中學中六年級（同屆同學有鍾景輝），在同年中文中學會考中考獲地理及化學兩科「良」等成績。他擁有英國杜倫大學建築榮譽學士學位，是香港資深地產發展商及建築師、香港建築師學會會員及英國建築師學會會員，是2004年傑出華人獎得主。
他自1966年起擔任東華三院總理，大學畢業返港後先創立「康樂麵粉廠」經營食品製造生意。另擔任「昌盛麵粉行」董事經理，同期開始建立自家「趙世曾建築事務所」。趙世曾除加入東華三院之外，亦活躍於北九龍獅子會活動。他為人熟知的是一生女友多不勝數，但一生未婚，不過有三名子女分别由三位不同女友所生：趙式芝、趙式浩和趙式正。
現在趙世曾長子趙式浩（Howard Chao）及長女趙式芝為現任卓能集團執行董事。在摩星嶺域多利道200號，有以他的名字命名的「趙苑」（Villa Cecil），為趙世曾及其子女的居所。2023年，日本富士電視台曾經參觀他的豪宅，其面積在節目中被形容為有如東京巨蛋。
2012年9月， 赵世曾之女赵式芝突然成为香港史上第一对公开自爆同性婚姻的公众名人， 轰动全港。赵世曾起初不仅完全无法接受， 更抛出5亿港币(后增至10亿)当嫁妆、全球海选招聘异性恋女婿， 成为轰动国际的热门话题。不过后来赵世曾态度明显软化， 渐渐宽容。
趙世曾拥有多個香港自選車牌如4号、CHA0和CEC1L等，并偏爱劳斯莱斯汽车。
趙世曾和兄長趙世彭、弟弟趙世光一樣，是香港賽馬會會員，自1970年代開始成為馬主，名下馬匹包括「多明麗」（與李雍熙合夥）、「荷蘭之寶」（與賴振輝、趙從衍合夥）、「幸運者」（與弟弟趙世光合夥）、「生生發發」（FAFA）、「生生猛猛」、「生生發發」（SUN SUN FA FA）。